# Jiří Štědroň
Jiří Štědroň (ur. 23 maja 1942 w Vyškovie) – czeski aktor, piosenkarz i tekściarz.
Wypromował szereg przebojów czeskiej sceny muzycznej, m.in. utwory Belinda i Vlaky.
Jest członkiem teatru Semafor.

## Dyskografia
- Neklidné srdce (Supraphon 1974).
- Jezdec formule život (Supraphon 1978).
- Největší hity (Sony BMG 2001, kompilacja).
- Pop galerie (Supraphon 2009, kompilacja).
- Tvůj stín je mým pánem... (1967–1973) (Supraphon 2010, kompilacja).
- Tenkrát jako dnes... (1973–1981) (Supraphon 2010, kompilacja).